# 鈴木朝資
鈴木 朝資（すずき ちょうし）は、日本の陸軍軍人。最終階級は陸軍少将。

## 略歴
- 1870年3月4日（明治3年2月3日） - 酒田県田川郡鶴岡（現・山形県鶴岡市）に、鈴木朝思の長男として生れる。
- 1881年（明治14年）8月 - 新潟に移住。
- 1890年（明治23年）7月 - 陸軍士官学校（士候1期）卒業、 1890年（明治23年）7月29日の官報によると、陸軍士官学校第1期を歩兵科30番/103名で卒業している。
- 1891年（明治24年）3月 - 陸軍少尉 任官
- 1898年（明治31年）12月27日 - 陸軍大学校 （12期）卒業（優等）
- 第10師団参謀
- 清国駐屯軍参謀
- 1904年（明治37年） - 第1師団参謀 就任
  - 日露戦争に出征し、南山の戦い、旅順攻囲戦、奉天会戦などに参戦。
- 1906年（明治39年）3月 - 陸軍大学校教官 就任
- 1909年（明治42年）5月 - 陸軍大佐 任官
  - ヨーロッパ出張
  - 11月 -　参謀本部戦史課長
- 1910年（明治43年） - 帰国
  - 10月 - 歩兵第20連隊長
- 1912年（明治45年）3月 - 第15師団参謀長
- 1913年（大正2年）8月 - 軍務局軍事課長 就任
- 1915年（大正4年）1月 - 陸軍少将 任官・歩兵第29旅団長 就任
- 1918年（大正7年）7月 - 待命
- 1919年（大正8年）1月 - 予備役編入
- 1933年（昭和8年）4月 - 死去。

## 栄典
位階
- 1892年（明治25年）2月3日 - 正八位[1]
- 1894年（明治27年）12月18日 - 従七位[2]
- 1898年（明治31年）3月30日 - 正七位[3]
- 1903年（明治36年）5月20日 - 従六位[4]
- 1905年（明治38年）11月7日 - 正六位[5]
- 1909年（明治42年）7月20日 - 従五位[6]
- 1914年（大正3年）9月1日 - 正五位[7]
- 1919年（大正8年）2月14日 - 従四位[8]

勲章等
- 1914年（大正3年）5月16日 - 勲三等瑞宝章[9]
- 1915年（大正4年）11月7日 - 旭日中綬章・大正三四年従軍記章[10]

外国勲章佩用允許
- 1910年（明治43年）6月29日
  - フランス共和国：レジオンドヌール勲章オフィシエ[11]
  - オーストリア＝ハンガリー帝国：鉄冠第二等勲章[11]